# Hvis lyset tar oss
Hvis lyset tar oss (en català Si la llum ens portés) és el tercer àlbum d'estudi de la banda de black metal noruega Burzum. Va ser gravat el setembre de 1992, malgrat que no va ser llençat al mercat fins l'abril de 1994 a través de Misanthropy Records i Cymphomane Productions, la discogràfica de Varg Vikernes, únic integrant de la banda. Vikernes va dedicar el disc a Fenriz i Demonaz, dos músics de l'escena del black metal noruecs que eren el baterista de Darkthrone i guitarrista d'Immortal respectivament.
A més, en una entrevista, Vikernes va definir l'àlbum com a conceptual de la següent manera: "Vigila la llum cristiana. Et portarà cap a la degeneració i el buit existencial. Allò que molts anomenen llum per a mi és la foscor. Cerca la foscor i l'infern i no trobaràs res més que l'evolució".
La portada de l'àlbum correspon a una pintura del segle xix de l'artista Theodor Kittelsen anomenat Fattingmannen (The Pauper). La contraportada també inclou una obra del mateix autor.

## Llistat de cançons
Algunes còpies promocionals del disc, anteriors a la versió oficial llençada al mercat, contenien la cançó "Et hvitt lys over skogen" (en català "Una llum blanca sobre el bosc"), que substituïa a "Tomhet".
Totes les cançons compostes per Varg Vikernes.
1. "Det Som Engang Var" ("Allò que una vegada fou") – 14:21
2. "Hvis Lyset Tar Oss" ("Si la llum ens portés") – 8:04
3. "Inn i slottet fra droemmen" ("Al Castell dels somnis") – 7:51
4. "Tomhet" ("Buit") (Instrumental) – 14:11

## Crèdits
- "Count Grishnackh" (Varg Vikernes) – veus, guitarra elèctrica, baix elèctric, bateria, sintetitzadors.
- "Pytten" (Eirik Hundvin) – Producció